# Budynek przy ul. Mieczysława Niedziałkowskiego 32 w Szczecinie
Budynek przy ul. Mieczysława Niedziałkowskiego 32 – czterokondygnacyjny budynek szkolny wznoszący się na narożniku ulicy Mieczysława Niedziałkowskiego i ulicy Unisławy, na obszarze szczecińskiego osiedla Śródmieście-Północ, w dzielnicy Śródmieście.

## Historia
Budynek szkolny wzniesiono w latach 1886–1890 dla Barnim-Mittelschule (Szkoła średnia im. Barnima), zwanej także Französisch-Reformierte Knabenschule (Francusko-Reformowana Szkoła Męska) – przedwojennej szczecińskiej szkoły średniej prowadzonej przez gminę francuską. Pierwotnie szkoła ta zajmowała budynek przy Frauenstraße 27 (obecnie ulica Panieńska). W czasie bombardowań Szczecina w nocy z 29 na 30 sierpnia 1944 r. zniszczeniu uległ dach budynku wraz z kopułą wieńczącą narożnik.
Po II wojnie światowej dach budynku odbudowano w sposób uproszczony. Po zakończeniu remontu, w 1947 r. obiekt przekazano Zespołowi Szkół Budowlanych im. Kazimierza Wielkiego. W późniejszych latach budynek połączono modernistycznym segmentem z jedynym ocalałym budynkiem z pobliskiego kompleksu szkoły żeńskiej Gneisenau-Mädchenschule, mieszczącym współcześnie internat Zespołu Szkół Budowlanych. 

## Opis
Budynek szkolny jest obiektem czterokondygnacyjnym. Poszczególne kondygnacje oddzielono gzymsami. Elewacja od strony ulic Unisławy jest dziewięcioosiowa, a od strony ulicy Niedziałkowskiego dziewiętnastoosiowa. Ścięty narożnik zwieńczony był pierwotnie hełmem z iglicą. Fasadę budynku obłożono niemal w całości cegłą klinkierową. Okna na parterze oraz na wyższych piętrach ozdobiono konsolami, opaskami i naczółkami. W narożniku oraz w dwóch przylegających do niego bocznych osiach umieszczono portale wejściowe zamknięte w górnej części łukami.

## Galeria

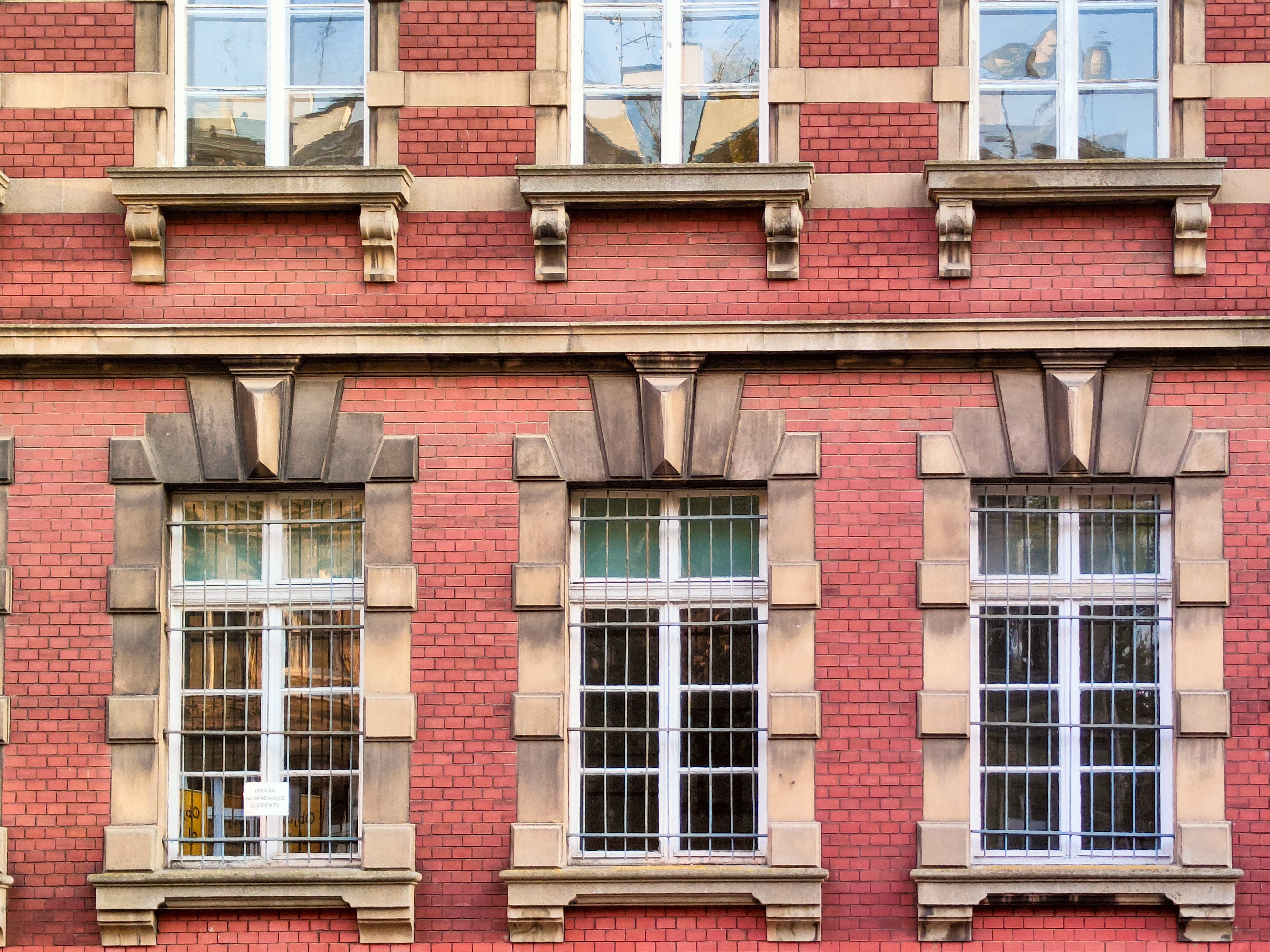
Zdobienia 1. piętra
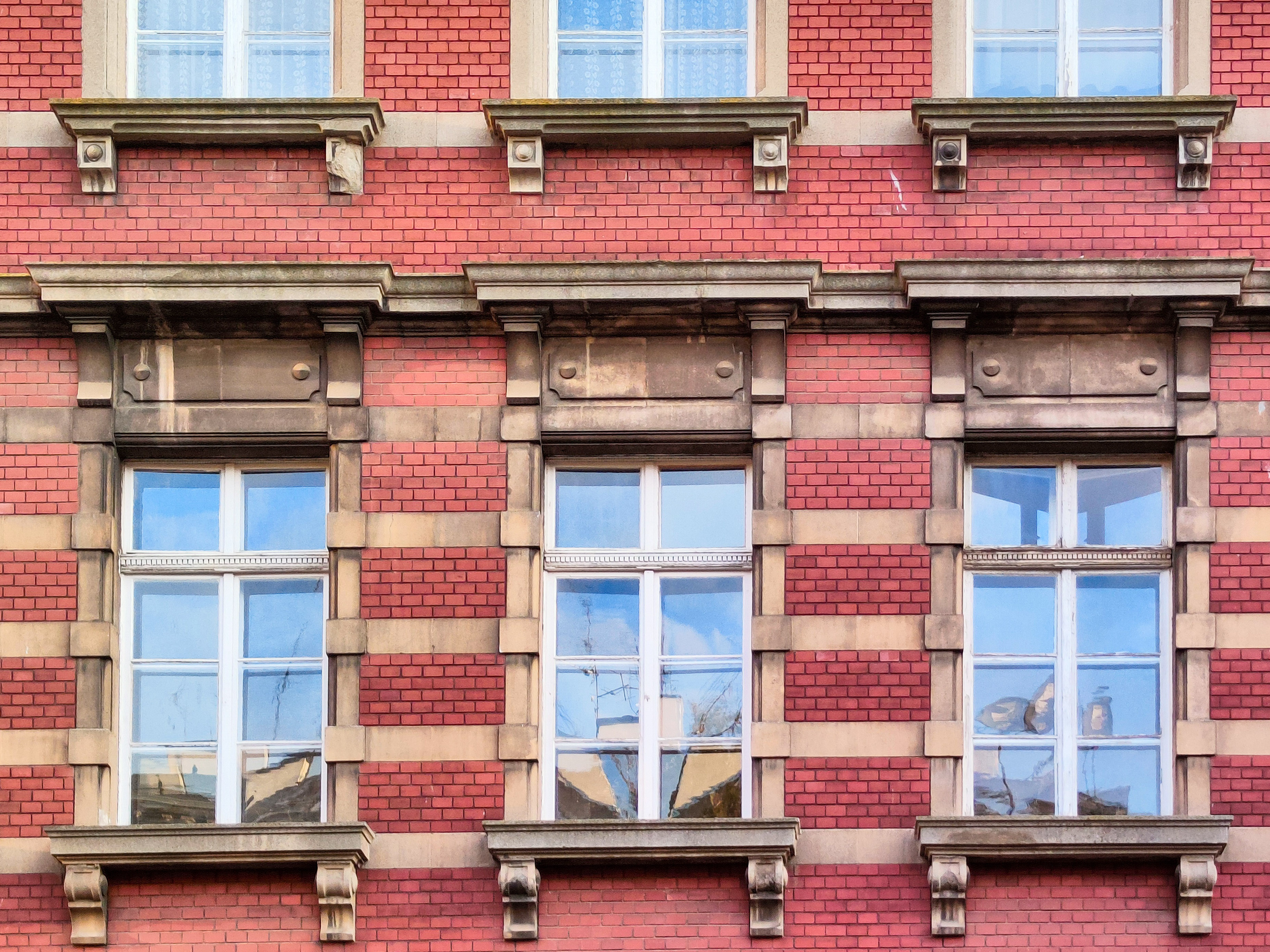
Zdobienia 2. piętra
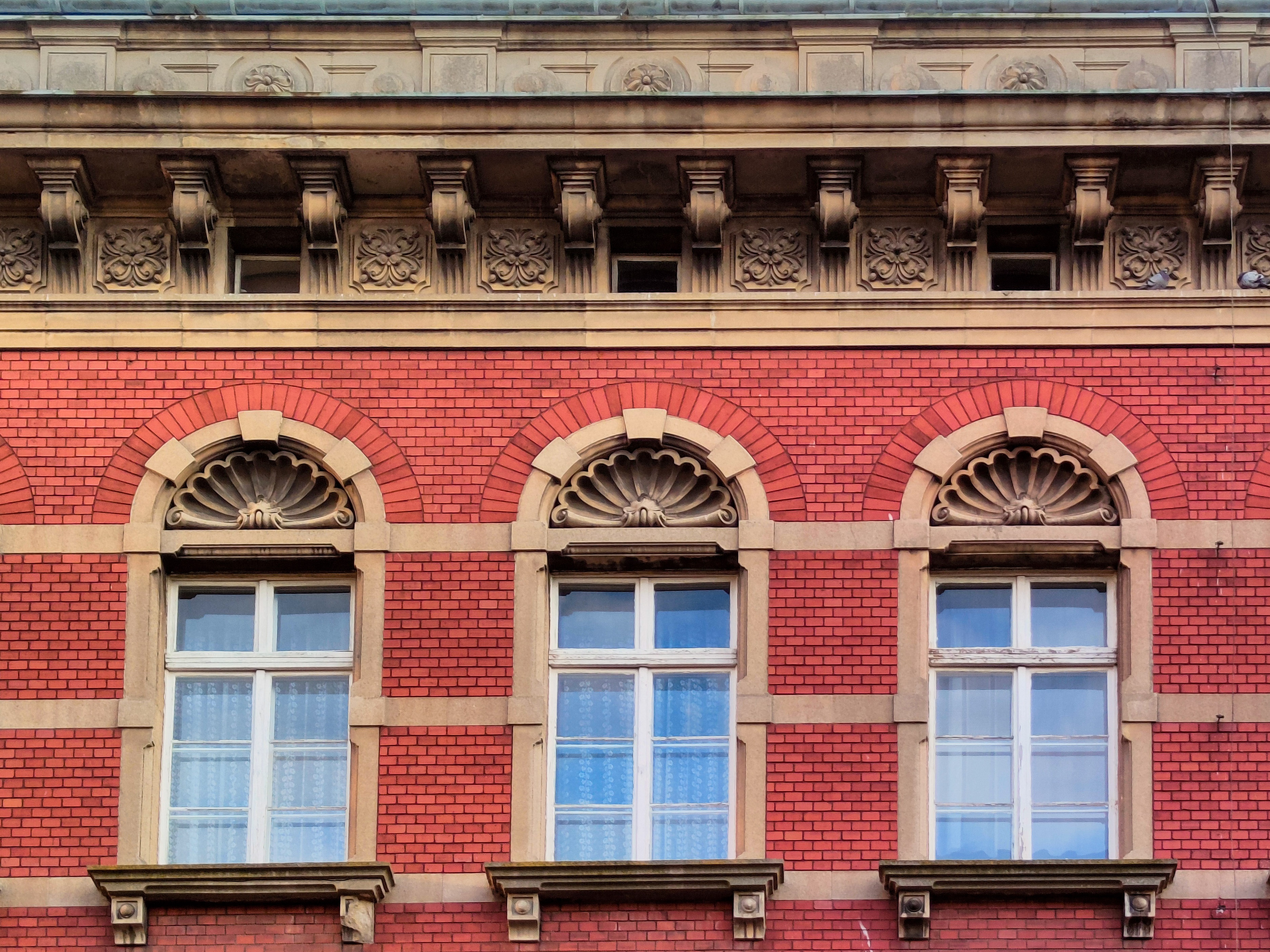
Zdobienia 3. piętra
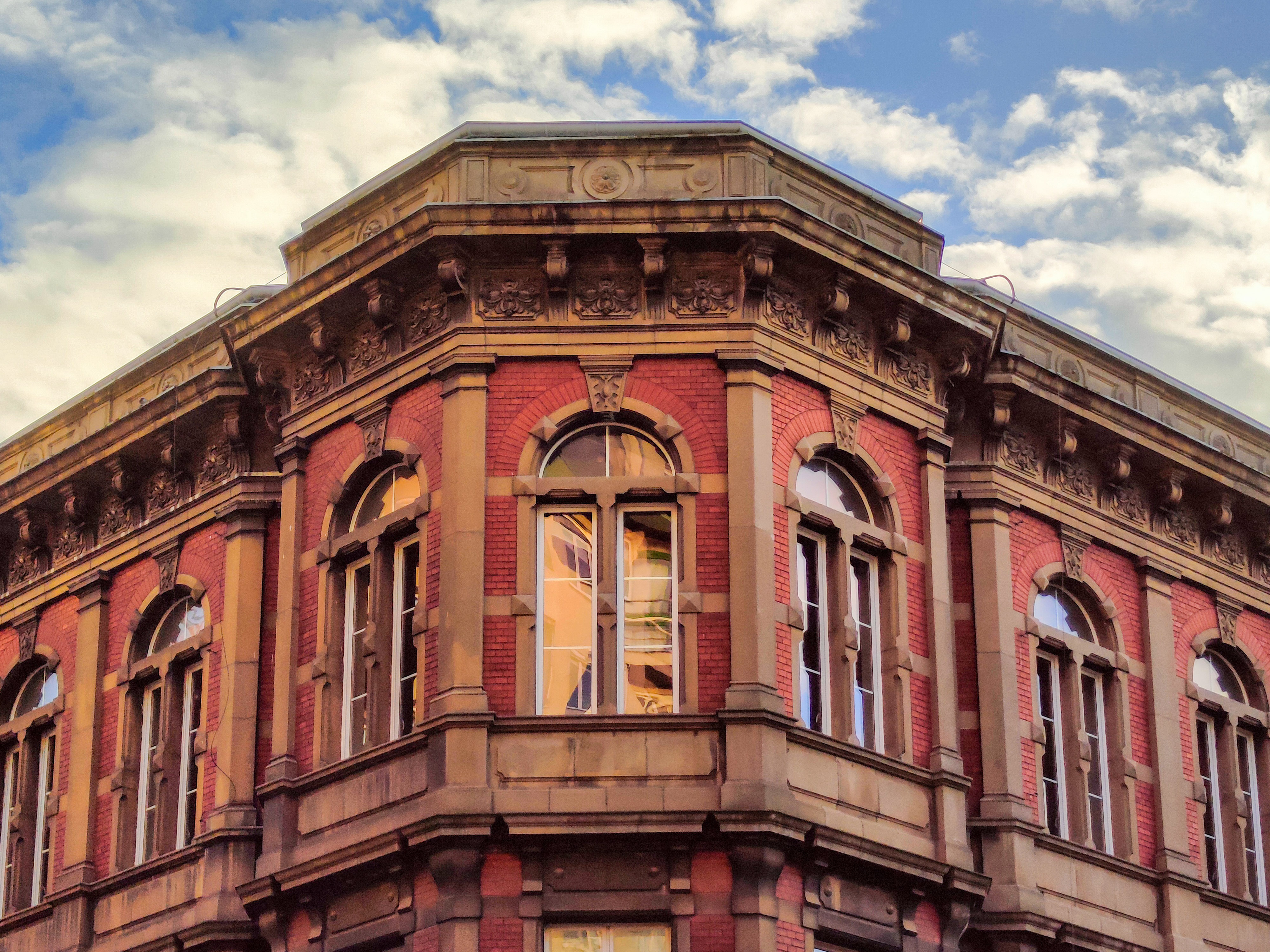
Narożnik zwieńczony dawniej hełmem.
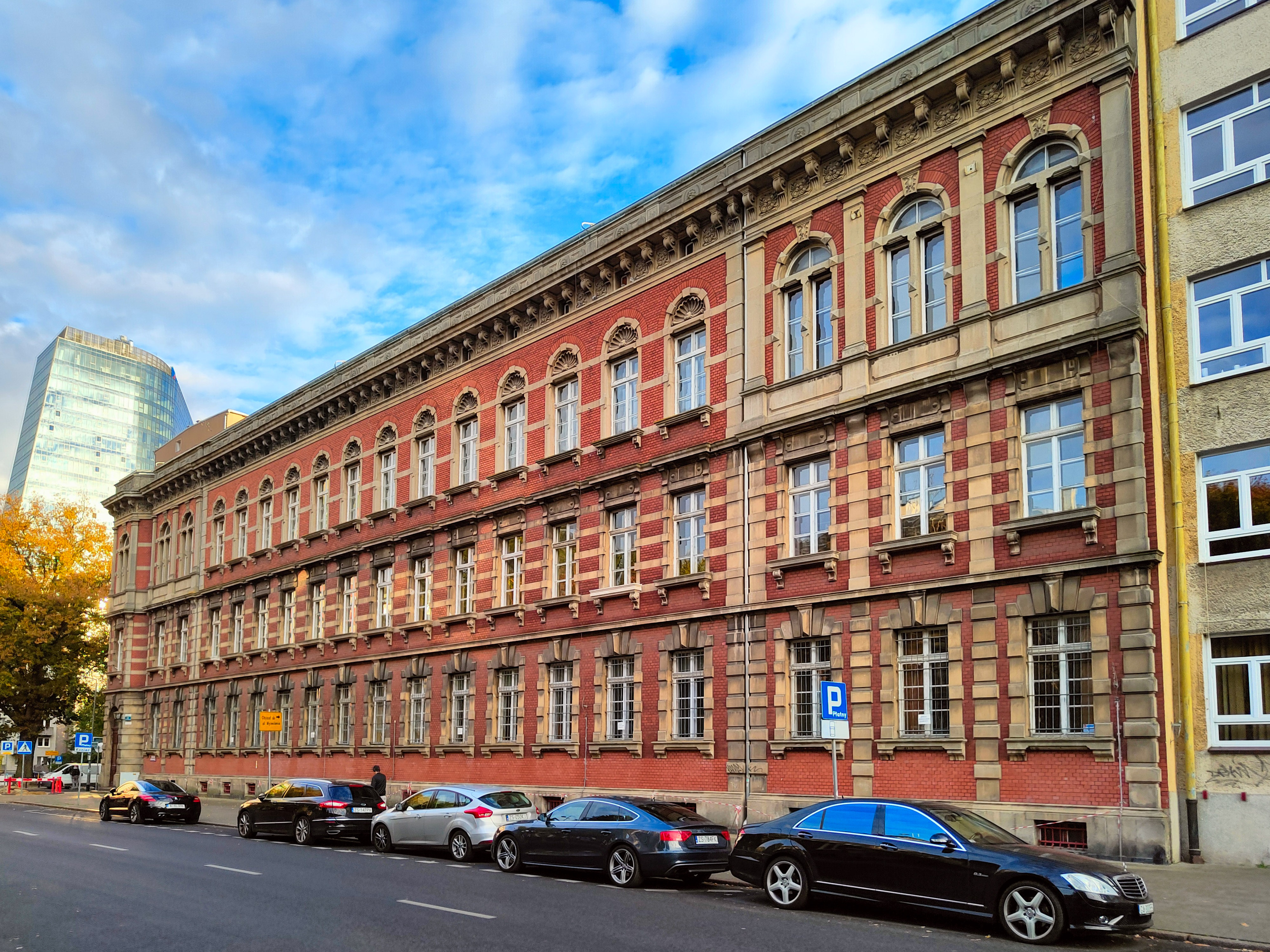
Skrzydło od strony ulicy Niedziałkowskiego.
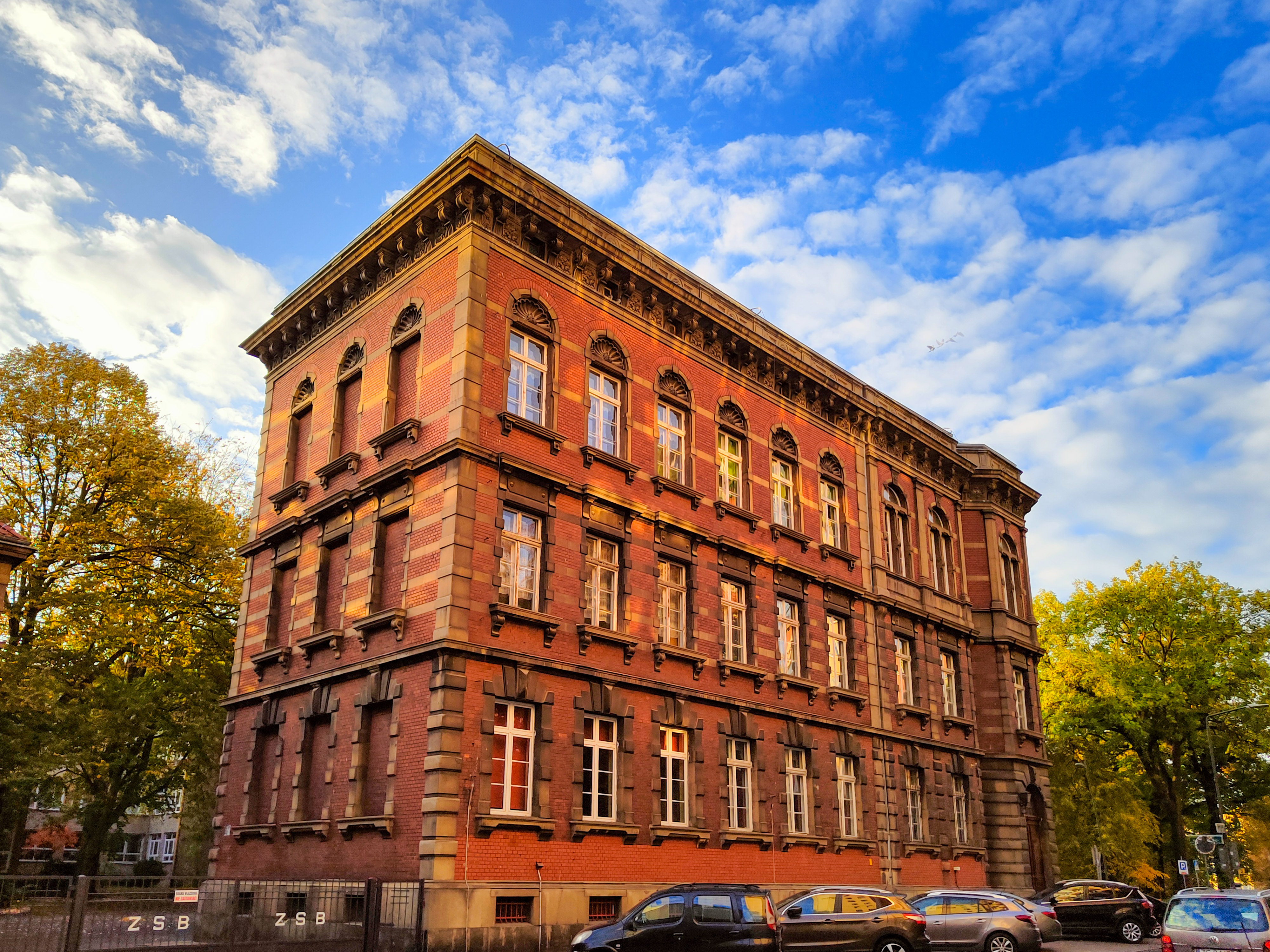
Skrzydło od strony ulicy Unisławy.